# Poronin
Poronin liegt an der Mündung des Poroniec in den Biały Dunajec und ist Sitz der gleichnamigen Landgemeinde im Powiat Tatrzański in der Woiwodschaft Kleinpolen im Süden Polens in der historischen Region Podhale.

## Geographische Lage
Der Ort liegt etwa sieben Kilometer nordöstlich der Stadt Zakopane an der Landesstraße 47 und ist etwa achtzig Kilometer von der Hauptstadt der Woiwodschaft Kleinpolens, Krakau, entfernt. Bis zur slowakischen Grenze sind es etwa zehn Kilometer.

## Gemeinde
Zur Landgemeinde (gmina wiejska) Poronin gehören acht Ortsteile mit einem Schulzenamt. Ząb ist mit 1013 Metern Höhe das höchstgelegene Dorf Polens

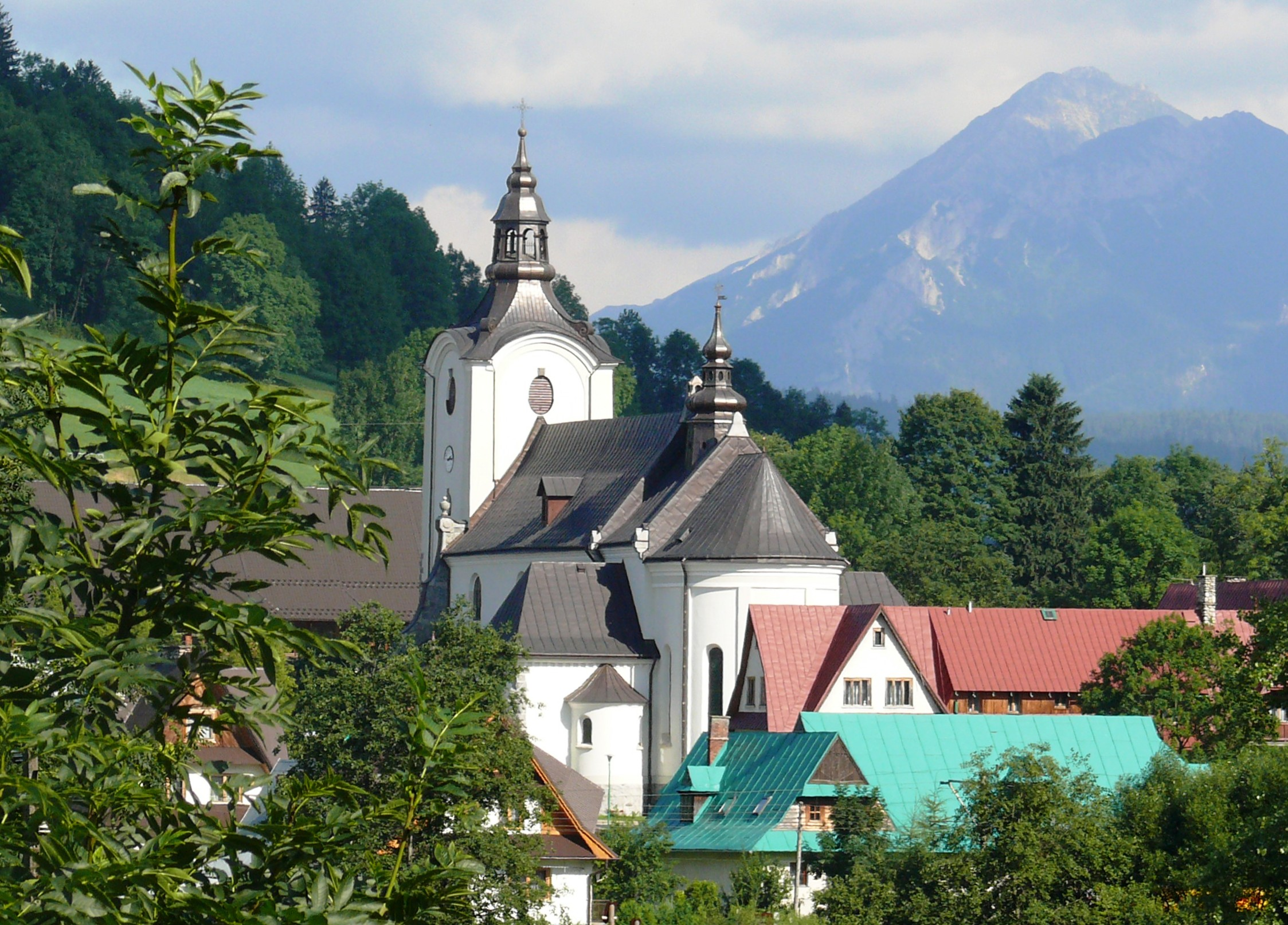
Kirche Maria Magdalena
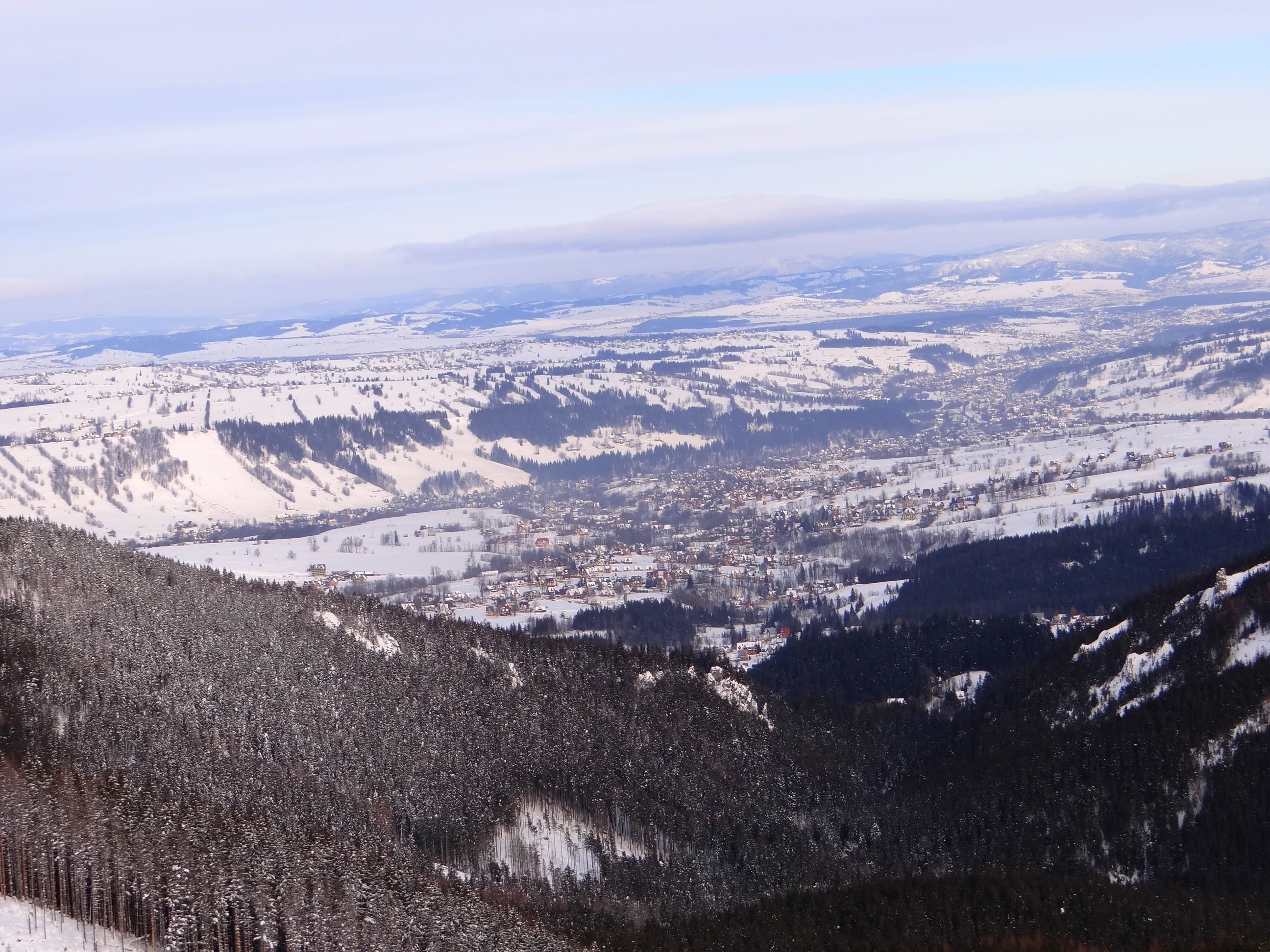
Panorama
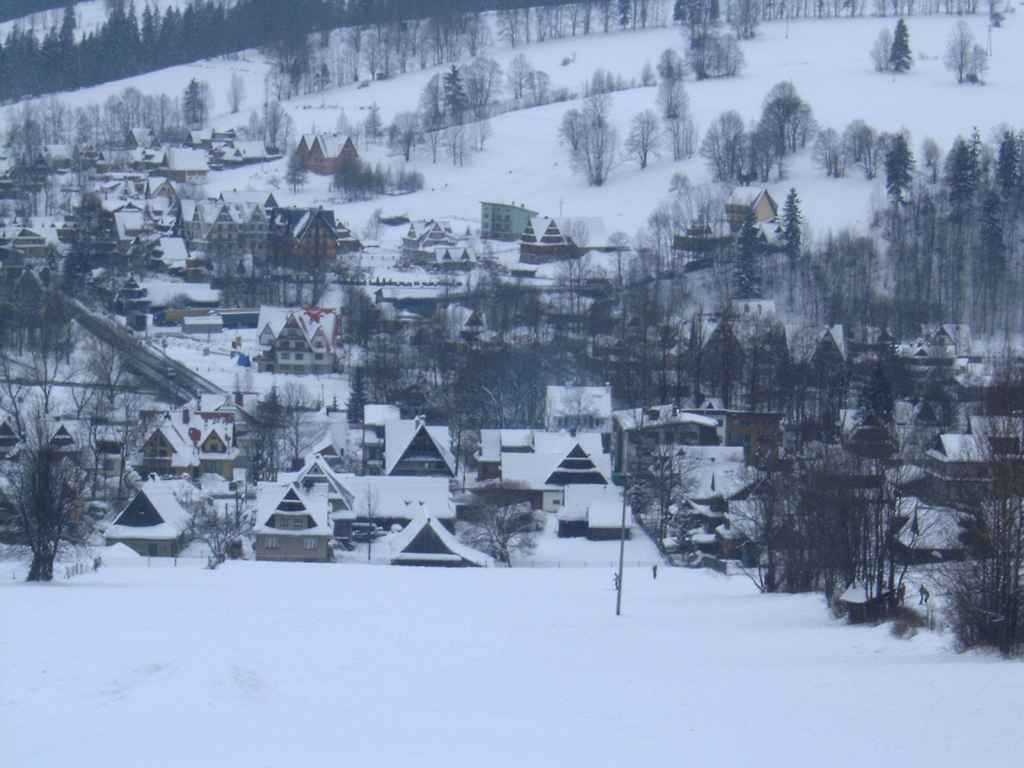
Winterimpression
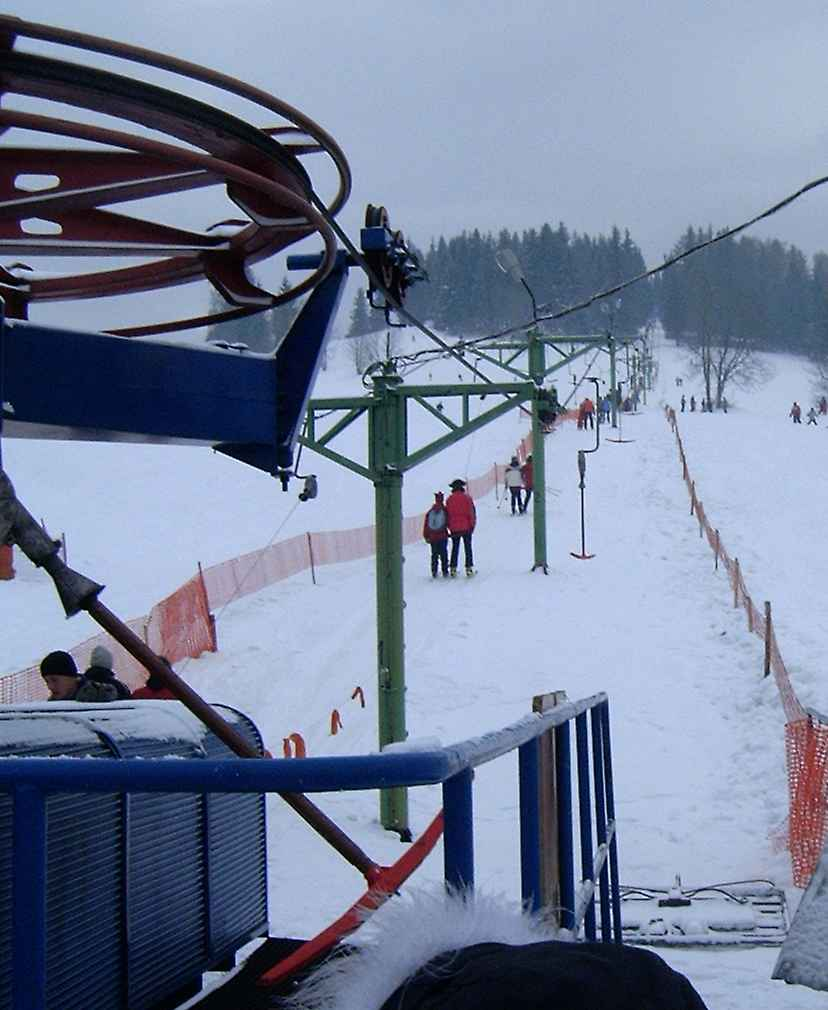
Skilift Galicowa Grapa
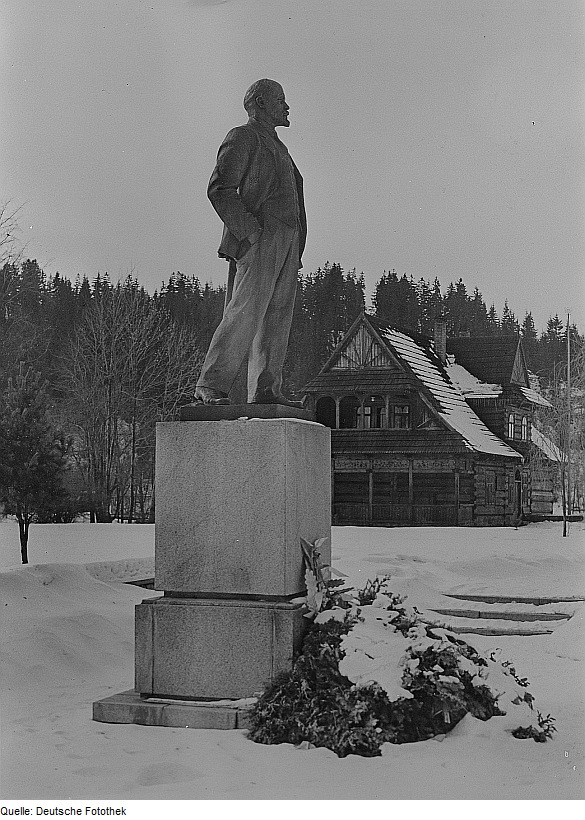
Lenin-Statue von 1966
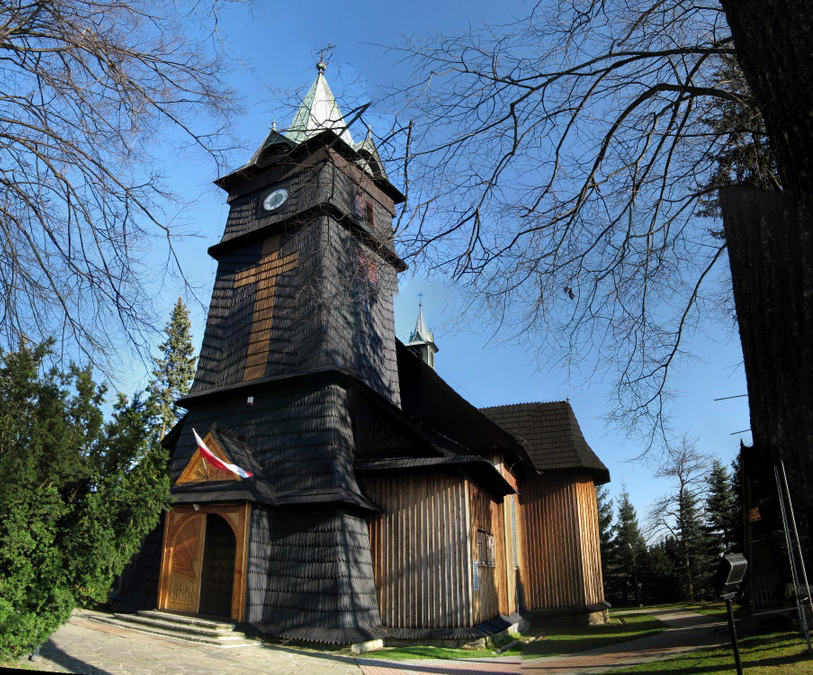
Hölzerne Kapelle im Ortsteil Ząb

## Geschichte
1624 wurde die seit dem 13. Jahrhundert bestehende Siedlung zum Dorf Poronin ernannt. 1806 entstand eine Kapelle. 1833 entstand eine unabhängige Gemeinde mit der Kirche Maria Magdalena.

### Lenin
In den Jahren 1913 bis 1914 verbrachte Wladimir Iljitsch Lenin bei Teresa Skupień im benachbarten Biały Dunajec die Sommermonate. Poronin war damals bedeutender als Zakopane und Sommerresidenz bekannter Persönlichkeiten. Lenin traf sich im Gasthaus Gutów-Mostowych öfter mit Kampfgenossen. Nach Verfolgung durch die österreichischen Behörden verließ Lenin Polen.
Im Jahr 1947 wurde im Gebäude des Gasthauses ein Lenin-Museum eingerichtet, das bis 1990 bestand. Auf dem angrenzenden Platz errichtete man 1950 eine Leninstatue, eine „Spende der Arbeiter Leningrads“, die 1990 entfernt wurde. Wegen der zahlreichen Museumsbesucher mussten alle Züge grundsätzlich in Poronin anhalten. Heute beherbergt das Gebäude das Kulturzentrum der Gemeinde.

## Tourismus, Kultur und Sport
In Ząb ist die stilvolle Holzkirche St. Anna (Świętej Anny) mit regionalem Dekor.
Die Stadt ist bis heute ein beliebter Winter-Urlaubsort. Es gab hier auch eine K30-Skisprungschanze, die Galicowa Grapa. Der Betrieb wurde in den 1980er Jahren eingestellt. Seitdem verfällt die Anlage.
Bei der Internationalen Friedensfahrt 1988 begann die 6. Etappe in Poronin. Uwe Ampler gewann das Bergzeitfahren/Einzelfahren nach Zakopane.

## Verkehr und Wirtschaft
Der Biały Dunajec war früher für die Holzflößerei bedeutsam, heute werden für Touristen Floßfahrten veranstaltet.
Der Bahnhof an der Bahnstrecke Chabówka–Zakopane wird von Fern- und Nahverkehrszügen bedient.
Poronin liegt an der Nationalstraße 47, der Hauptverbindung zum Wintersportzentrum Zakopane.

## Persönlichkeiten
- Józefa Chromik (* 1946), Skilangläuferin
- Władysława Majerczyk (* 1952), Skilangläuferin
- Maria Trebunia (* 1956), Skilangläuferin